# Pietro Morettini
Pour les articles homonymes, voir Morettini.
Pietro Morettini (1660-15 mars 1737) était un ingénieur de langue italienne originaire du canton suisse du Tessin. Spécialiste de la conception de fortifications, il travailla au service du roi de France Louis XIV, notamment à Besançon, Charleroi et Namur, avant de passer en 1695 au service du roi d'Angleterre Guillaume III. Ce dernier lui accorda le titre d'ingénieur qu'il n'avait pu obtenir du roi de France. Par la suite, de 1703 à 1717, il assuma la fonction d'ingénieur des chemins et des eaux à Locarno. Ce « bel exemple de la mobilité et de la polyvalence » des ingénieurs de cette époque se mit finalement, à partir de 1717, au service de la république de Gênes en tant que directeur général de la fortification.

## Réalisations
- 1677 : Collaboration à l'agrandissement de la citadelle de Besançon.
- 1688 : Entrepreneur des travaux de la forteresse de Landau (Palatinat).
- 1695-97 : Réparation des fortifications de la ville de Namur.
- 1707-08 : Percée du Trou d'Uri dans les Schöllenen près d'Andermatt.
- 1712 : Retranchement de Meien, ouvrage fortifié situé dans le Meiental.